# Tresnuraghes
Tresnuraghes (en sard, Tresnuraghes) és un municipi italià, dins de la província d'Oristany. L'any 2007 tenia 1.296 habitants. Es troba a la regió de Planargia. Limita amb els municipis de Cuglieri, Flussio, Magomadas i Sennariolo.

## Administració
| Període | Identitat       | Partit        |
| ------- | --------------- | ------------- |
| 2005-   | Antonio Cinellu | Llista cívica |